# Conselho Popular do Turquemenistão
O Conselho Popular (Turcomeno: Halk Maslahaty) é a câmara alta do Conselho Nacional do Turquemenistão (Milli Geěeş). É composto por 56 membros, 48 eleitos das cinco províncias mais a capital Asgabate, e 8 nomeados pelo presidente.

## História
O Halk Maslahaty foi originalmente o mais alto órgão representativo do Turquemenistão (artigo 45 da Constituição de 1992). Foi abolida na nova constituição de 2008.
O conselho original tinha 2.507 membros, alguns dos quais foram eleitos. Todos os candidatos nas eleições de 7 de abril de 2003 (comparecimento 89,3%) pertencia ao Partido Democrático do Turquemenistão. Assim como a Assembleia do Turquemenistão (o parlamento), foi liderada pelo presidente, que era constitucionalmente o chefe dos poderes legislativo e executivo do governo.
A administração do Turquemenistão foi baseada em Halk Maslahatys em diferentes níveis. Cada província (welaýat) do Turquemenistão tinha sua própria (originalmente 80 membros, agora com 40 membros) welaýat halk maslahaty, cujos membros são eleitos diretamente em círculos eleitorais. Sua influência tem sido bastante limitada até mesmo no papel e provavelmente ainda mais na prática, levando em conta que o Turquemenistão é um estado dominante governado principalmente por seu presidente. Em níveis administrativos mais baixos, o distrito e a cidade de Halk Maslahaty também existiam.
O halk maslahaty de nível nacional foi abolido quando o presidente Gurbanguly Berdimuhamedow introduziu uma nova constituição em 2008, seus poderes sendo devolvidos à Assembleia e ao Presidente. Em outubro de 2017, no entanto, o presidente Gurbanguly Berdymuhammedov reorganizou o Conselho dos Anciãos em um novo Conselho Popular.
Em setembro de 2020, o Parlamento do Turquemenistão aprovou uma emenda constitucional criando uma câmara superior e, assim, tornando o Parlamento bicameral. O Conselho Popular tornou-se a câmara superior. São 56 membros, dos quais 48 são eleitos indiretamente (ou seja, por eleitores, não por cédula popular) e 8 dos quais são indicados pelo presidente. Juntamente com o parlamento unicameral anterior, o Mejlis de 125 assentos , como câmara baixa, o Parlamento agora é chamado de Conselho Nacional (Turcomeno: Milli Geěeş). A eleição para a câmara alta foi realizada em 28 de março de 2021. As eleições para os Mejlis foram realizadas pela última vez em 25 de março de 2018.
Observadores externos consideram a legislatura turca um parlamento de carimbo de borracha.

### Resultados da eleição de 2021
Veja também: Eleições para o Conselho Popular do Turcomenistão em 2021
| Partido                               | Assentos | +/– |
| ------------------------------------- | -------- | --- |
| Independentes                         | 45       | +45 |
| Partido Democrático do Turquemenistão | 3        | +3  |
| Membros nomeados                      |          |     |
| Total                                 | 48       | +48 |
|                                       |          |     |
| Fonte: CEC                            |          |     |